# 膠着
| ウィキペディアには「膠着」という見出しの百科事典記事はありません（タイトルに「膠着」を含むページの一覧/「膠着」で始まるページの一覧）。 代わりにウィクショナリーのページ「膠着」が役に立つかもしれません。 |